# Інквілінізм
Інквілінізм (від лат. inquilinus — пришелець, орендатор, жилець) — один з різновидів коменсалізму, коли один вид тварин відкладає яйця або личинки у помешкання інших. Як наслідок, личинки зазвичай знищують організм хазяїна.
Наприклад, личинки деяких їздців, оселяючись у галах, спочатку висмоктують личинку комахи-галоутворювача, потім переходять до живлення стінками гала.
Деякі мухи відкладають яйця у черепашки молюсків, потім їхня личинка живиться тканинами молюска та перетворюється у пупарій, використовуючи черепашку як сховище.
Інквілінізм також широко поширений у асоціаціях у гніздах соціальних комах, особливо мурашок та термітів, колонії яких можуть підтримувати існування десятків різноманітних видів-інквілінів.
До прикладів інквілінізму також відносять мешкання рослин-епіфітів (зокрема, більшість орхідей), на гілках дерев, але на відміну від рослин-паразитів вони живляться самостійно, не висмоктуючи соків з дерева-хазяїна.
Інший приклад такої взаємодії демонструють птахи, що гніздяться в дуплах дерев.
Різниця між паразитизмом та інквілінізмом нерідко є слабко помітною та багато видів задовольняють критеріям обох цих термінів; інквілінізм демонструє багато характеристик, подібних до паразитизму. Однак паразити однозначно не є інквілінами, тому що паразитизм завжди має негативний ефект стосовно виду-хазяїна, а інквілінізм — ні.